# شهرستان صفرعلی‌اف
شهرستان صفرعلی‌اف (به لاتین: Safaraliyev Rayon) یک شهرستان/رایون پیشین در جمهوری آذربایجان از سال ۱۹۴۰ تا ۱۹۵۹ میلادی بود.
این شهرستان در تاریخ ۲۴ ژانویه ۱۹۴۰ ایجاد شد و با فرمان شماره ۱۱ شورای عالی جمهوری سوسیالیستی آذربایجان از رایون گنجه جدا شد. نام این شهرستان برگرفته از نام خانلار صفرعلی‌اف یک سوسیالیست اولیه آذری فعال همزمان با استالین در میادین نفتی باکو و رهبر اعتصاب ۱۹۰۷ بود گرفته شد. در سال ۱۹۵۴، این شهرستان با افزودن ناحیه شهرستان ساموخ که در آن زمان منسوخ شده بود، گسترش یافت که به دنبال ساخت یک مخزن بزرگ برای نیروگاه برق آبی مینگه‌چویر از نظر جغرافیایی غیرقابل دفاع شده بود. با این حال، در سال ۱۹۵۹ میلادی، شهرستان صفرعلی‌اف خود از میان رفت. امروزه شهرستان ساموخ جدید که در ۱۸ فوریه ۱۹۹۲ دوباره ایجاد شد، اساساً همان منطقه صفرعلی‌اف پیشین را در بر می‌گیرد و در شهرک صفرعلی‌اف متمرکز شده است، که خود از سال ۲۰۰۸ به ساموخ تغییر نام داد.